# 硒化亚铕
硒化亚铕是一种无机化合物，化学式为EuSe。它可由铕和硒按化学计量比在800 °C反应得到：
Eu + Se  →  EuSe
或由草酸亚铕和硒在氢气中反应制得：
EuC
2O
4 + Se + H
2  →  EuSe + H
2O + CO
2 + CO
它可以形成立方晶体，空间群Fm3m，晶胞参数a = 0.6185 nm, Z = 4。它在7 K具有铁磁性。
它是列于美国《有毒物质管制化学物质清单》中的物质。